# Erik Kristiansson
Erik Arnold Kristiansson, född 16 juni 1978 i Jönköpings Sofia församling i Jönköpings län, är en svensk matematiker och professor i biostatistik.
Erik Kristiansson växte upp på området Skänkeberg i Jönköping som son till två civilingenjörer. Efter gymnasiet studerande han elektroteknik och matematik vid Luleå Tekniska universitet varpå han fick en doktorandtjänst vid Chalmers i Göteborg. I sin forskning inom biostatistik och bioinformatik där handlade det om att förstå och tolka komplex och omfattande data från biologin, som DNA-strukturer och hur man ska lösa gåtan om resistenta bakterier. Han är professor vid institutionen för Matematiska vetenskaper vid Chalmers.
Tillsammans med Kristina Lagerstedt och Susanne Staaf grundade han 2014 företaget "1928 Diagnostics" som studerar bakteriernas DNA i stället för att ta odlingar vilket kan vara betydligt mer tidskrävande. Företagets produkter används bland annat vid inom den biomedicinska arbetet på Karolinska Institutet i Solna.